# Єврохокейтур 2022–2023
Єврохокейтур 2022–2023 (англ. Euro Hockey Tour 2022–2023) — 27-ий міжнародний хокейний турнір, складається з чотирьох турнірів: Кубка Кар'яла, Швейцарських хокейних ігор, Шведських хокейних ігор та Чеських хокейних ігор. Проводився традиційно між чотирма національними збірними: Швейцарії, Фінляндії, Чехії та Швеції.

## Турніри

### Кубок Кар'яла
Матчі турніру пройшли з 10 по 13 листопада 2022 в місті Турку (Фінляндія).

### Швейцарські хокейні ігри
Матчі турніру пройшли з 15 по 18 грудня 2022 в місті Фрібур (Швейцарія).

### Шведські хокейні ігри
Матчі турніру пройшли з 9 по 12 лютого 2023 в Мальме (Швеція).

### Чеські хокейні ігри
Матчі турніру пройшли з 4 по 7 травня 2023 в Брно (Чехія).

## Підсумкова таблиця Євротуру
| Поз | Команда   | М  | В | ВО | ПО | П | ГЗ | ГП | Різ | О  |
| --- | --------- | -- | - | -- | -- | - | -- | -- | --- | -- |
| 1   | Швеція    | 12 | 5 | 4  | 1  | 2 | 35 | 22 | +13 | 24 |
| 2   | Чехія     | 12 | 4 | 2  | 2  | 4 | 26 | 33 | −7  | 18 |
| 3   | Фінляндія | 12 | 3 | 2  | 3  | 4 | 37 | 34 | +3  | 16 |
| 4   | Швейцарія | 12 | 2 | 2  | 4  | 4 | 23 | 32 | −9  | 14 |